# Бюропедия
Бюропедия (англ. Bureaupedia) — корпоративная вики-система, используемая в ФБР.
Существование Бюропедии было выявлено сентября в 2008 после публикации в журнале Federal Computer Week.
Официальные представители ФБР рассматривают Бюропедию как инструмент управления знаниями, который позволят сотрудникам Бюро делиться своим опытом не только во время пребывания на службе, но и после ухода на пенсию. Бюропедия была разработана и внедрена под совместным руководством главного специалиста по управлению знаниями и технического директора ФБР.
Некоторые аналитики ставят под сомнение целесообразность существования Бюропедии как самостоятельной информационной системы, поскольку в Управлении директора Национальной разведки, которое осуществляет руководство всем американским разведывательным сообществом, включая ФБР, с 2006 года введена в действие Интеллипедия — корпоративная вики-система для нужд всего разведывательного сообщества. По этому поводу один из основателей Википедии Джимми Уэйлс, давая объяснения в Конгрессе, отметил, что существует разница между вертикальной и горизонтальной схемами обмена информацией и предположил, что обе эти схемы могут быть полезными при формировании электронного правительства.